# Église du Saint-Nom-de-Jésus (Lyon)
 (janvier 2024).
Si vous disposez d'ouvrages ou d'articles de référence ou si vous connaissez des sites web de qualité traitant du thème abordé ici, merci de compléter l'article en donnant les références utiles à sa vérifiabilité et en les liant à la section « Notes et références ».
L'église du Saint-Nom-de-Jésus est un édifice religieux catholique situé au 91, rue Tête-d'Or, dans le 6e arrondissement de Lyon.

## Histoire de la construction
La construction de l’église du Saint-Nom-de-Jésus est liée au retour des dominicains à Lyon, à la suite de la réimplantation de l’ordre en France par la création d’une nouvelle province en 1850, sur l’initiative du père Lacordaire (1802-1861). 
Le père Vincent Jandel (1810-1872) devient en 1855 maître-général de l’ordre. Partisan de Jandel, le père Antoine Danzas (1817-1888) qui, de 1854 à 1858, succède comme provincial de France à Lacordaire, décide de fonder à Lyon un couvent qui s’inspirerait d’une orthodoxie rigoureuse et serait l’embryon d’une nouvelle province. 
Les religieux s’installent dans le quartier des « Brotteaux », en cours d’urbanisation et qui constitue pour eux une terre de mission. Grâce au soutien de Camille Rambaud, ils entreprennent la construction d’un couvent et d’une vaste église, édifiée de 1857 à 1863 par l’architecte Louis Bresson et bénie par le cardinal de Bonald le 16 août 1863, fête de Saint Hyacinthe (1185-1257), vénéré à Notre Dame de Confort par « les dominicains de Lyon » dès le XVIe siècle. 
Le père Danzas intervient de façon déterminante dans le choix du style néo-gothique, en écho aux grandes constructions dominicaines du XIIIe siècle, et plus encore dans la conception et la réalisation à partir de 1866 d’un exceptionnel programme de vitraux, conforme à ses conceptions. L’ensemble, demeuré inachevé à la suite du décès du père Danzas en 1888, est destiné à illustrer autour des vitraux consacrés à la vie du Christ, la fondation et l’histoire de l’ordre « dominicain », avec une place éminente accordée aux mystères du Rosaire, dont le culte, étroitement lié à saint Dominique (1170/1175-1221) et aux frères prêcheurs, connaît alors un regain. L’organisation spatiale et l’iconographie des vitraux du Saint Nom de Jésus peuvent ainsi se lire comme le manifeste d’une sorte de fondamentaliste dominicain à la fin du XIXe siècle, fondé, dans la référence et la révérence au XIIIe siècle, sur l’apologie de la sainteté dominicaine et de son origine providentielle. L’autel est consacré en 1900 par l’évêque de Gap (Hautes-Alpes), Prosper Amable Berthet (1838-1914). 
En 1909, à la suite de l’expulsion en 1903 des congrégations, l’église, achetée par une association de laïcs, Lacordaire-Bugeaud-Tête d’Or, devient le siège d’une nouvelle paroisse ; en 1915, les tensions anticléricales apaisées, le cardinal Sevin décide de confier la paroisse à un curé dominicain ; les différents curés, rejoints à partir de 1920 par des vicaires également dominicains, développent de nombreuses œuvres et gardent la charge de la paroisse jusqu’en 1984, date à laquelle elle est confiée au clergé séculier. 
L’église fait à la fin du XXe siècle l’objet de travaux de restauration, achevés en 1999. En 2009, la paroisse a fêté le centenaire de sa création. Le 1er septembre 2012, la paroisse est à nouveau confiée aux frères dominicains. En 2013, l’église du Saint-Nom-de-Jésus commémore les 150 ans de son inauguration et bénédiction.

## Description
L'église a été meublée avec deux œuvres de Joseph-Hugues Fabisch, la chaire dont il ne reste que cinq statues (quatre posées à l'entrée dans les niches extérieures et un saint Jean-Baptiste à l'intérieur), et l'autel de la Vierge.

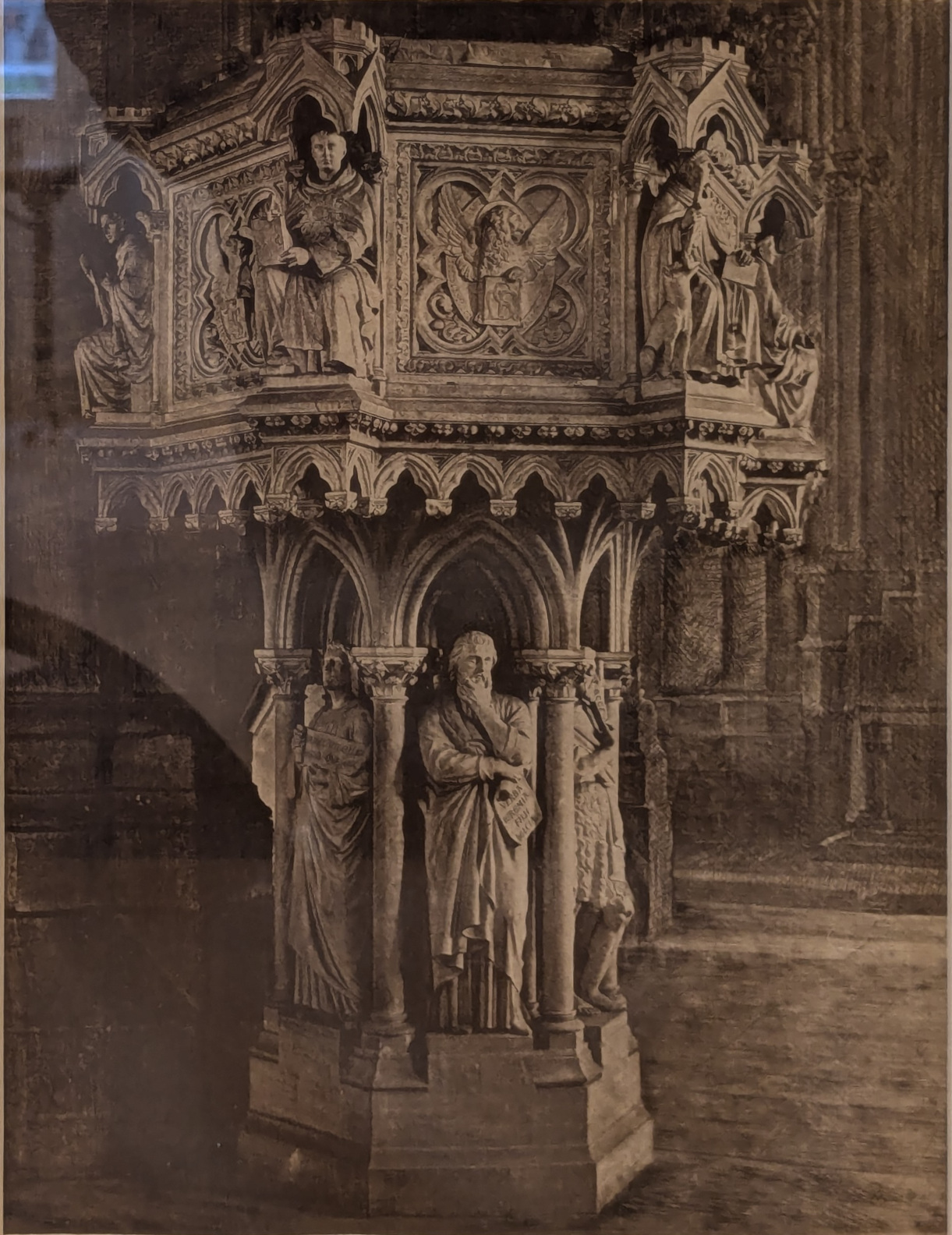
Ancienne chaire
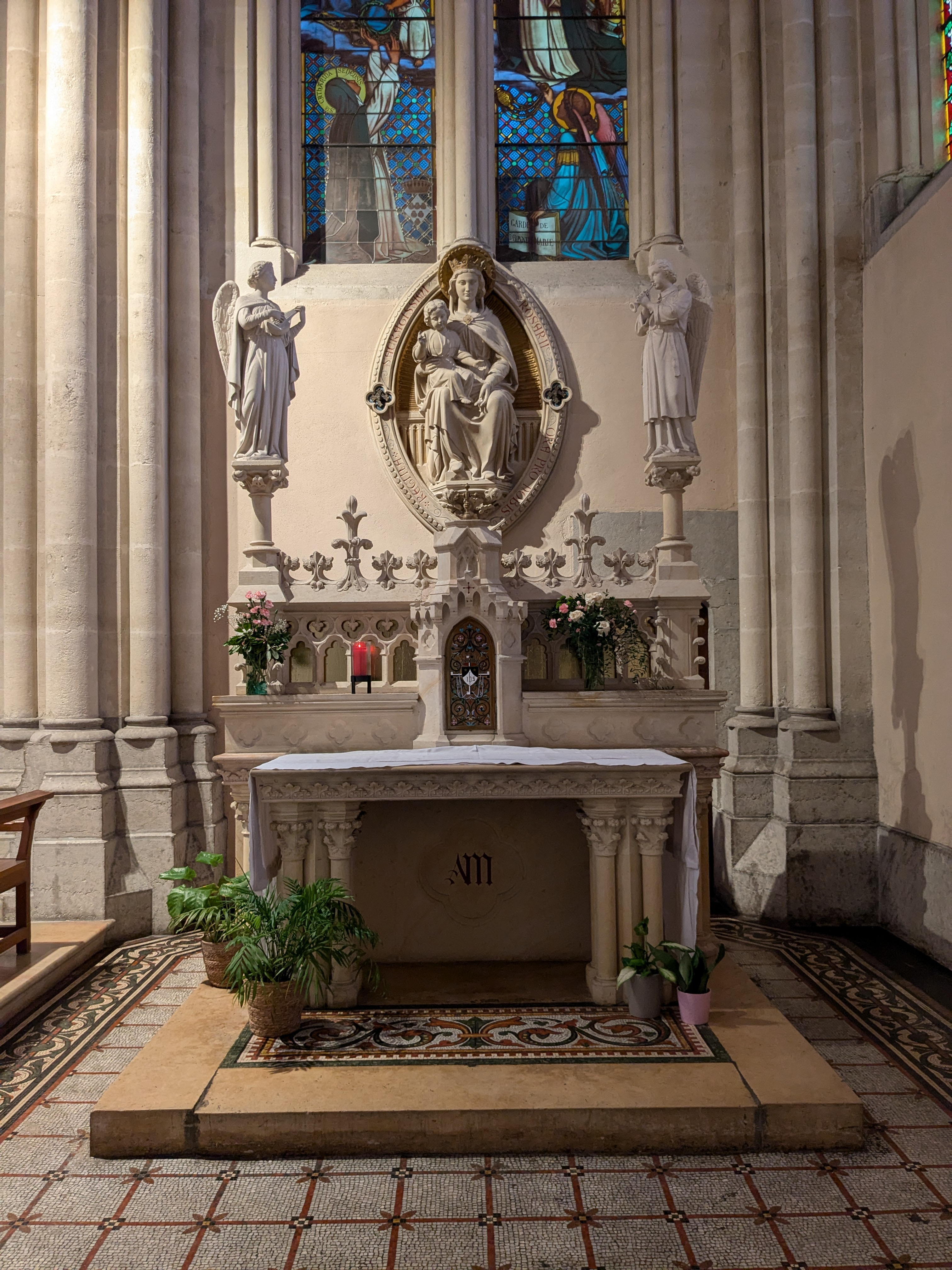
Autel de la Vierge